# 川上晃
川上 晃（かわかみ あきら）は、日本の音楽教育者・音楽学者。群馬大学教育学部教授。専門は音楽学。

## 来歴・人物
1975年東京芸術大学音楽学部卒業、1978年同大学院音楽研究科修了、芸術学修士。
- 研究分野
  - ショパン研究
  - 運指法
  - 美学・美術史
- 所属学会
  - 日本音楽学会

## 著書・出版
- 『「冬の旅」第1部の構成』

東京音楽大学紀要 （大学・研究所等紀要、1985年）   
- 「シューベルト」

東京音楽大学紀要 （大学・研究所等紀要、1979年）
- 『シューマンの〔リーダークライス〕op39における和声的構造と線的構造』

群馬大学教育学部紀要 （大学・研究所等紀要、1988年）
他多数。